# Szalona Greta

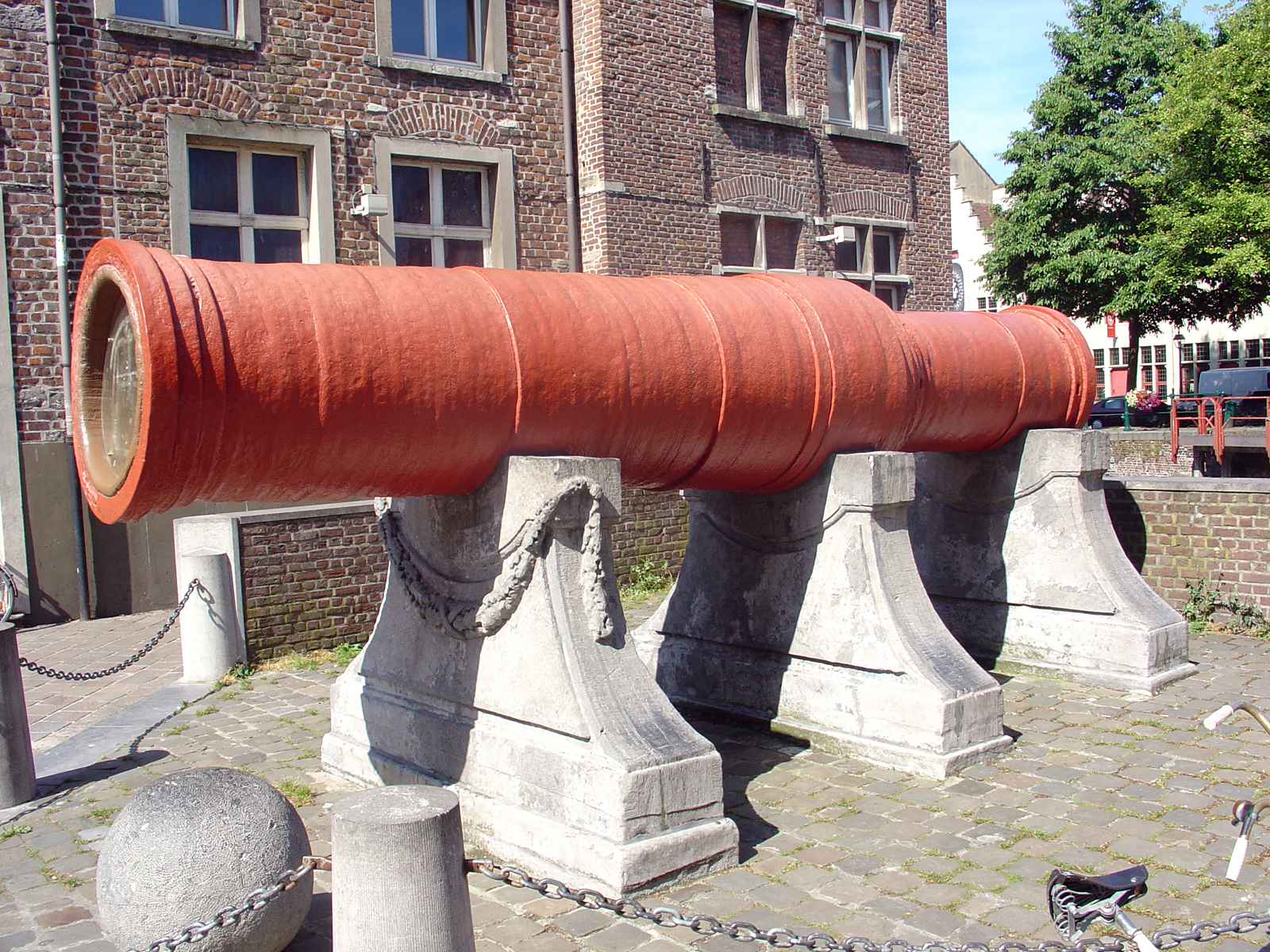
Dulle Griet na rynku w Gandawie

Szalona Greta (niderl. Dulle Griet) – stworzona w XV wieku bombarda, skonstruowana przez walońskiego rusznikarza Jehana Cambiera dla księcia Burgundii Filipa Dobrego. Dokładna data jej powstania nie jest znana, ale wiadomo, że była wykorzystana w 1452 r. podczas wojny Gandawy z Oudenaarde. Obecnie można oglądać ją na rynku w Gandawie, pomalowaną tak jak pierwotnie na czerwono. Była to jedna z największych stworzonych bombard w historii. Jej lufa ma długość 3,45 m i kaliber 64 cm, a długość całej bombardy wynosi 5,23 m przy masie 12,5 t. Zasięg dochodził do 2,5 km dla pocisków o masie 250 kg lub ok. 1,2 km dla pocisków o masie 350 kg. Obsługa tak wielkiego działa była jednak bardzo kosztowna i wkrótce zrezygnowano z tworzenia podobnych kolosów. 
Szalona Greta była nieco starsza i większa niż druga wielka bombarda ówczesnych czasów, Mons Meg.